# Serre-les-Sapins
Serre-les-Sapins é uma comuna francesa na região administrativa de Borgonha-Franco-Condado, no departamento de Doubs. Estende-se por uma área de 5,24 km². Em 2010 a comuna tinha 1 731 habitantes (densidade: 330,3 hab./km²).